# 11873 Kokuseibi
11873 Kokuseibi eller 1989 WS2 är en asteroid i huvudbältet som upptäcktes den 30 november 1989 av de båda japanska astronomerna Kazuro Watanabe och Masanori Matsuyama vid Kushiro-observatoriet. Den är uppkallad efter Kokuseibi (The National Museum of Western Art).